# Tyler Cook
Tyler Cook (Missouri, 23 de setembro de 1997) é um jogador norte-americano de basquete profissional que atualmente joga pelo Chicago Bulls da National Basketball Association (NBA).
Ele jogou basquete universitário na Universidade de Iowa e não foi selecionado no Draft da NBA de 2019.

## Início da vida e carreira no ensino médio
Cook é filho de Trent e Stephanie Cook e tem um irmão mais velho, Trenton.
Ele jogou na Chaminade College Preparatory School ao lado de Jayson Tatum. Em seu último ano, Cook levou a equipe ao título estadual e marcou 17 pontos na final.
Em 2015, Cook declarou que iria para a Universidade de Iowa.

## Carreira universitária
Ele entrou na equipe titular imediatamente durante a sua temporada de calouro, mas quebrou o dedo indicador direito em novembro e perdeu sete jogos. Nessa temporada, ele teve médias de 12,3 pontos e 5,3 rebotes.
Durante sua segunda temporada, ele teve médias de 15,3 pontos e 6,8 rebotes. Em março de 2018, Cook enviou a papelada para entrada antecipada no Draft da NBA de 2018 mas não contratou um agente.
Cook marcou 26 pontos quando os Hawkeyes derrotaram Connecticut e venceram o torneio 2K Classic. Em sua terceira e última temporada, ele teve média de 14,5 pontos e 7,6 rebotes.
Ele se declarou para o Draft da NBA de 2019 e contratou um agente.

## Carreira profissional

### Cleveland Cavaliers (2019–2020)
Depois de não ser selecionado no Draft de 2019 da NBA, Cook assinou um contrato parcialmente garantido com o Denver Nuggets. Em 13 de agosto de 2019, ele assinou um contrato de mão dupla com os Nuggets. Ele foi dispensado em 16 de outubro de 2019 durante as sessões de treinamento.
Cook foi posteriormente contratado pelo Cleveland Cavaliers em 19 de outubro e irá dividir o seu tempo com o afiliado dos Cavs na G-League, Canton Charge.
Em 6 de janeiro, os Cavaliers anunciaram que dispensaram Cook. Em 9 de janeiro, Cook foi novamente contratado pelos Cavaliers e imediatamente designado para o Canton Charge. Em 20 de janeiro, os Cavaliers anunciaram que haviam assinado um segundo contrato de 10 dias com Cook.

### Oklahoma City Blue (2020)
Em 16 de fevereiro de 2020, o Oklahoma City Blue anunciou que havia adquirido Cook em troca de Vincent Edwards.
Em 26 de fevereiro, Cook registrou 19 pontos, dois rebotes, uma assistência, um roubo de bola e um bloqueio na vitória por 128-115 sobre o Northern Arizona Suns.

### Denver Nuggets (2020)
Em 30 de junho de 2020, o Denver Nuggets anunciou que havia contratado Cook.

### Iowa Wolves (2021)
Em 30 de novembro de 2020, o Minnesota Timberwolves anunciou que havia contratado Cook, mas em 19 de dezembro de 2020, ele foi dispensado.
Em 8 de janeiro de 2021, o Iowa Wolves anunciou que haviam adquirido Cook mais uma vez.

### Brooklyn Nets (2021)
Em 24 de fevereiro de 2021, Cook assinou um contrato de 10 dias com o Brooklyn Nets.

### Detroit Pistons (2021)
Em 19 de março de 2021, Cook assinou um contrato de 10 dias com o Detroit Pistons. Em 29 de março, ele assinou um segundo contrato de 10 dias. Finalmente, em 7 de abril, ele assinou um contrato de vários anos.
Em 31 de julho de 2021, Cook foi dispensado pelos Pistons.

### Chicago Bulls (2021–Presente)
Em 8 de setembro de 2021, Cook assinou com o Chicago Bulls e em 18 de outubro, eles converteram seu acordo em um contrato de mão dupla com o Windy City Bulls da G-League.

## Estatísticas

### NBA

#### Temporada regular
| Ano      | Equipe    | PJ | PT | MPJ  | AP   | 3P   | LL    | RT  | AS | BR  | TO | PPJ |
| -------- | --------- | -- | -- | ---- | ---- | ---- | ----- | --- | -- | --- | -- | --- |
| 2019–20  | Cleveland | 11 | 0  | 3.2  | .700 | —    | .833  | .9  | .1 | .1  | .0 | 1.7 |
| 2019–20  | Denver    | 2  | 0  | 9.5  | .500 | —    | 1.000 | 2.0 | .0 | 1.0 | .0 | 2.0 |
| 2020–21  | Brooklyn  | 4  | 0  | 4.3  | .333 | —    | —     | .5  | .5 | .0  | .0 | .5  |
| 2020–21  | Detroit   | 28 | 1  | 15.0 | .680 | .500 | .486  | 3.3 | .5 | .3  | .1 | 5.5 |
| Carreira | Carreira  | 45 | 1  | 8.0  | .553 | .500 | .773  | 1.6 | .2 | .3  | .0 | 2.4 |

#### Playoffs
| Ano  | Equipe | PJ | PT | MPJ | AP | 3P | LL | RT  | AS | BR | TO | PPJ |
| ---- | ------ | -- | -- | --- | -- | -- | -- | --- | -- | -- | -- | --- |
| 2020 | Denver | 1  | 0  | 4.0 | —  | —  | —  | 2.0 | .0 | .0 | .0 | .0  |

### Universidade
| Ano      | Equipe   | PJ | PT | MPJ  | AP   | 3P   | LL   | RT  | AS  | BR | TO | PPJ  |
| -------- | -------- | -- | -- | ---- | ---- | ---- | ---- | --- | --- | -- | -- | ---- |
| 2016–17  | Iowa     | 27 | 26 | 24.5 | .554 | .250 | .598 | 5.3 | 1.0 | .7 | .4 | 12.3 |
| 2017–18  | Iowa     | 33 | 33 | 28.0 | .566 | .143 | .661 | 6.8 | 1.8 | .6 | .6 | 15.3 |
| 2018–19  | Iowa     | 33 | 33 | 30.8 | .510 | .000 | .644 | 7.6 | 2.4 | .7 | .5 | 14.5 |
| Carreira | Carreira | 93 | 92 | 27.7 | .543 | .131 | .634 | 6.5 | 1.7 | .6 | .5 | 14.0 |

Fonte: